# Ley del precio único
La ley del precio único en economía afirma que, en ausencia de barreras comerciales y en una economía con precios que pueden variar libremente en función de la demanda y la oferta (modelo elástico), si se comparan los precios de un mismo bien de dos países diferentes en términos de una misma moneda, entonces esos precios, en equilibrio, tendrán que ser iguales. 
Donde E es el tipo de cambio, {\displaystyle {P_{Y}}_{1}} es el precio del bien Y en el país 1 y {\displaystyle {P_{Y}}_{2}} es el precio del bien Y en el país 2, entonces se puede formular que:
{\displaystyle \ E{P_{Y}}_{1}={P_{Y}}_{2}}.
Cuando hay un aumento en el precio del bien en el país 1, entonces la demanda de ese bien caerá y su precio caerá hasta que llegue a igualar, en equilibrio, el precio del bien dentro del país 2 (siempre con precios en términos de la misma moneda).
Como la ley del precio único requiere demasiadas condiciones difíciles de encontrar en la realidad empírica, se ha formulado una teoría llamada paridad del poder adquisitivo, según la cual no son los precios de los bienes en los países individuales los que cambian, sino el tipo de cambio (es decir, el precio de las monedas).